# Ašina Dudži
Ašina Dudži  (tradicionalno kitajsko prestolno ime 走其可汗, pinjin zoujikehan, tradicionalno kitajsko osebno ime  阿史那施於北庭, pinjin ašinašijubeiting, Ašina Šijubeiting) je bil od leta 676 do 679 kagan Zahodnega turškega kaganata, * ni znano, † 679, Čangan, Dinastija Tang. 

## Življenje
Njegove povezave z drugimi člani dinastije Ašina niso znane. Cesar Gaozong ga je leta 671 imenoval za poveljnika območja Fujan (匐延), ki je bilo naseljeno večinoma s čumukunskimi plemeni (処木昆部). Leta 676 se je razglasil za kagana Zahodnega turškega kaganata (On Oq) oziroma šišing kagana (kitajsko 十姓可汗, dobesedno 'kagan desetih plemen'), sklenil zavezništvo s Tibetanci in vdrl v protektorat Anši.
Tang se mu je maščeval in nadenj poslal generala Pei Šingjiana. General je Dudžija zaprosil, naj se mu pridruži kot spremljevalec za pospremitev perzijskega prestolonaslednika Narseha v njegovo domovino, ko se mu je pridružil, pa ga je aretiral in poslal v Čangan.
Na prestolu ga je zamenjal Vang Fangji (王方翼). Dudžijev grad je prešel v Narsehovo last. 